# Kije (województwo lubuskie)
Kije (niem. Kay) – wieś sołecka w zachodniej Polsce, w województwie lubuskim, w powiecie zielonogórskim, w gminie Sulechów, około 8 km od Sulechowa. Zamieszkiwana przez 809 osób (stan na 30 czerwca 2025).
| SIMC    | Nazwa     | Rodzaj    |
| ------- | --------- | --------- |
| 0914243 | Górzykowo | część wsi |
| 0914250 | Łochowo   | część wsi |
| 0914266 | Szabliska | część wsi |

W latach 1945–1954 siedziba gminy Kije. W latach 1954–1972 siedziba władz gromady Kije. W latach 1975–1998 zlokalizowana w województwie zielonogórskim.
We wsi koło znajduje się nieczynna stacja kolejowa Głogusz Kije na linii nr 384: Sulechów – Świebodzin. 
23 lipca 1759 pod Kijami miała miejsce bitwa, w której udział wzięły wojska pruskie, liczące 23 tys. żołnierzy, dowodzone przez generała Carla Heinricha von Wedela, przeciwko wojskom Austrii i Rosji, w liczbie 37 tys. żołnierzy, dowodzonym przez generała Sałtykowa. W okolicznych trzęsawiskach armia rosyjska ogniem artyleryjskim rozgromiła wojska pruskie, zmuszając je do wycofania się za linię Odry. W 1945 r. wkraczające oddziały radzieckie 33 Armii dopuściły się zbrodni wojennej, mordując strzałami w tył głowy rannych, kobiety i dzieci z jednej z kolumn uchodźców.